# Die Welt wird eine andere sein
Die Welt wird eine andere sein (internationaler Titel: Copilot) ist ein deutsch-französischer Spielfilm von Anne Zohra Berrached aus dem Jahr 2021. Das Beziehungsdrama stellt eine deutsch-türkische Studentin (gespielt von Canan Kir) in den Mittelpunkt, die sich in einen libanesischen Kommilitonen (Roger Azar) verliebt und diesen trotz Einwänden ihrer Familie heiratet. Erzählt aus der subjektiven Perspektive der Frauenfigur, folgt der Film dem Paar über fünf Jahre in fünf Kapiteln. Die immer stärker werdende islamistische Radikalisierung des Mannes stellt die Ehe der beiden auf eine harte Probe und mündet schließlich in eine Katastrophe weltweiten Ausmaßes. Regisseurin Berrached arbeitete sehr intuitiv und ließ viel improvisieren, um von ihren Darstellern größtmögliche Authentizität zu erhalten.
Das fiktionale Werk ist angelehnt an die Biografie des Terroristen Ziad Jarrah, ohne direkt darauf zu verweisen. Jarrah war als Pilot an den Anschlägen am 11. September 2001 in den USA beteiligt. Im Jahr seiner Veröffentlichung wurde Die Welt wird eine andere sein ins Programm der 71. Internationalen Filmfestspiele Berlin aufgenommen. Der Kinostart in Deutschland war am 12. August 2021.

## Handlung
Deutschland im Jahr 1996: Die Deutsch-Türkin Asli studiert Humanbiologie. An der Universität lernt sie ihren libanesischen Kommilitonen Saeed kennen, der auf Wunsch seiner Eltern das Fach Zahnmedizin belegt hat. Lieber würde er aber Pilot werden und nennt Asli fortan seine „Kopilotin“. Asli ist fasziniert von Saeeds Charisma, der auch selbstbewusst am Badestrand dem FKK frönt. Beide werden ein Paar, obwohl Aslis Mutter Zeynep gegen einen arabischen Freund für ihre Tochter ist. Anfänglich verheimlicht Asli zum Ärger Saeeds die Beziehung vor ihrer Familie. Saeed, der sich mit Asli aufgrund ihrer unterschiedlichen Muttersprachen auf Deutsch und Englisch verständigt, besucht die örtliche Moschee und knüpft dort neue Kontakte. Im zweiten Jahr ihrer Beziehung lässt er sich einen Bart wachsen und verweigert den Sex mit ihr, solange sie nicht verheiratet sind. Heimlich zieht Asli mit Saeed in eine Wohnung nach Hamburg, wo er Flugzeugbau studieren möchte. Er lehnt es ab, in „wilder Ehe“ wie „die Deutschen“ zu leben, und besteht auf eine Heirat in der Moschee. Nach der Hochzeit widmet er sich dem Koranstudium.
Im dritten Jahr radikalisiert sich Saeed noch mehr. Er beginnt den Konsum von Alkohol zu meiden. Antizionistische Äußerungen von ihm führen zu Unverständnis und Streit im gemeinsamen Freundeskreis. Er verbietet Asli das Rauchen und verlässt nachts das Haus, um eine abgelegene Telefonzelle aufzusuchen. Durch Zufall findet Asli heraus, dass Saeed in den Jemen reisen möchte. Sie droht, ihn daraufhin zu verlassen; Saeed bittet sie um Geheimhaltung. Als Asli erstmals seine wohlhabende Familie in Beirut besucht, wundert diese sich, dass ihr Sohn nicht mitgereist ist. Asli wird durch ihre Schwiegermutter gedrängt, mitzuteilen, wann sie ihren Mann zuletzt gesehen hat. Sie sagt ihnen das, verheimlicht ihnen jedoch Saeeds Sinneswandel. Als die Familie von einem Brief von Saeed an Asli aus dem Jemen erfährt, möchte sie die Polizei einschalten. Asli kann sie davon abhalten und sie vorübergehend beruhigen. Sie kehrt nach Hamburg zurück und zieht bei ihrer Mutter ein. Ferner sucht sie in den örtlichen Moscheen erfolglos nach Saeed und Informationen über ihn.
Im vierten Jahr studiert Asli erfolgreich Humanbiologie, als nach viermonatiger Abwesenheit Saeed zurückkehrt. Er gibt an, dass ihm während seines Aufenthalts im Jemen Telefongespräche untersagt wurden. Auch hat er Verletzungen an der Schulter. Er verspricht Asli, neu anzufangen und sein bisheriges Studium abzubrechen, um seinen Traumberuf Pilot zu ergreifen. Saeed rasiert seinen Bart, weigert sich aber weiterhin, Alkohol zu trinken oder mit ihr auszugehen. Während Kommilitonen ihr raten, zur Polizei zu gehen, liebt Asli ihren Ehemann immer noch.
Im fünften und letzten gemeinsamen Jahr besucht Saeed eine Flugschule in Miami, wo ihn Asli nach einem Nervenzusammenbruch besucht. Beide verbringen unbeschwerte Tage in Florida. Saeed unternimmt mit Asli einen gemeinsamen Flug in einem Motorsportflugzeug. Sie schöpft neue Hoffnung und schlägt eine gemeinsame berufliche Zukunft in den USA vor. Allein nach Deutschland zurückgekehrt, muss sich Asli einer Operation am Rachen unterziehen. Kurz vor dem Eingriff erhält sie einen Anruf von Saeed, der ihr mehrfach seine Liebe gesteht. Als Asli aus der Narkose aufwacht, erfährt sie durch das Fernsehen von den Terroranschlägen an der nordamerikanischen Ostküste. Schockiert nimmt sie Kontakt mit der Polizei auf. Über Saeeds Flugschule findet sie heraus, dass er vom FBI gesucht und durch das FBI vermutet wird, dass er an den Anschlägen beteiligt war. Sie zieht sich zu ihrer Mutter zurück und muss sich Vorwürfe von ihrer Familie gefallen lassen. In der Folge bittet Asli um Zeugenschutz. Am Ende erhält sie durch die deutschen Behörden ein Paket, das Saeed kurz vor den Anschlägen aufgegeben hatte. Es enthält persönliche Dinge aus ihrer Vergangenheit und einen Abschiedsbrief. Darin bedankt sich Saeed bei ihr für die gemeinsame Zeit, bezeugt abermals seine Liebe und dass sie eine „Stütze“ für ihn auf seinem Lebensweg war. Er gesteht ihr das „Recht“ zu, erneut zu heiraten und glücklich zu werden. Saeed glaubt, dass die Welt eine andere sein werde und sich alle darüber freuen würden. Asli bleibt nach dem Lesen konsterniert zurück.

## Entstehungsgeschichte

### Drehbuchentwicklung
Für Anne Zohra Berrached ist Die Welt wird eine andere sein (frühere Arbeitstitel: Geliebt und Die Frau des Piloten) der dritte Kinospielfilm als Regisseurin. Als Tochter eines Algeriers in der DDR, zwischen westlichen Lebensstil und muslimischer Kultur stehend, konnte sie sich mit den beiden Hauptfiguren identifizieren. Asli und Saeed würden sich beide fremd fühlen, aber gleichzeitig in Deutschland zu Hause sein. Berrached begriff ihren Film auch als „eine Geschichte über die Gegensätze, denen Migranten aus dem islamischen Kulturraum gegenüberstehen, wie sie miteinander umgehen und wie ihre Gefühle zum Ausdruck kommen“. Dabei war es ihr wichtig, eine Vielfalt von Muslimen in Deutschland zu zeigen. Gleichzeitig bereitete Berrached die Passivität von Asli Probleme. Sie wollte die Figur unter keinen Umständen als ignorant oder naiv darstellen. „Für mich ist es ein Film über eine Frau, die zu spät begreift, dass sie emanzipierter hätte agieren können“, so Berrached. „Ob Asli verdrängt oder unbewusst handelt, lässt mein Film offen.“

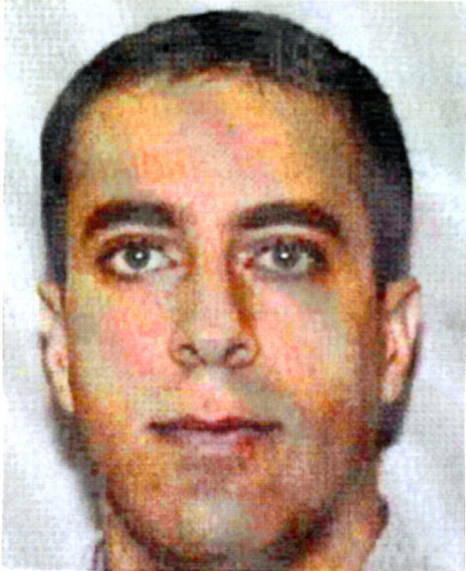
Führerscheinfoto Ziad Jarrahs (2001)

Das Drehbuch schrieb Berrached gemeinsam mit Stefanie Misrahi, wobei sich Parallelen zu Ziad Jarrah erkennen lassen, ohne direkt darauf zu verweisen. Der libanesische Terrorist, der in Deutschland studiert hatte, war als Pilot an den Anschlägen am 11. September 2001 in den USA beteiligt. Er befand sich an Bord von United-Airlines-Flug 93, der nach einer Passagier-Revolte in Pennsylvania abstürzte. Berrached und Misrahi beobachteten, dass vermehrt Familien und Beziehungen durch Ideologie auseinandergetrieben werden. Daher wollten beide eine Liebesgeschichte „voller politischer Polarisierung“ auf die Kinoleinwand bringen. „Wir porträtieren die Zeit vor dem Urknall der politischen Polarisierung, das Ende der 1990er-Jahre. Eine Amour fou vor dem Hintergrund eines schrecklichen historischen Ereignisses, das in seiner Gewalt und Symbolkraft eine bleibende Leere und Rätselhaftigkeit in uns allen geschaffen hat“, so Berrached. Dabei legten sie den Fokus auf die weibliche Hauptfigur. Im Vorfeld recherchierte Berrached ausgiebig mit den Filmproduzenten Roman Paul und Gerhard Meixner über die Terroristen und ihre Frauen. Die zusammengetragenen Informationen dienten den Autorinnen als Ausgangsmaterial für das Drehbuch. Berrached legt Wert darauf, dass es sich bei dem Film um keine bloße „Erzählung einer historischen Sequenz“ handelt. Zum Teil wurde ganze Szenen des Drehbuchs in Sequenz und Dialog während der Proben der gecasteten Hauptdarsteller umgeschrieben.

### Casting
Bei ihren vorherigen Filmen hatte Berrached Laiendarsteller in Nebenrollen besetzt. Beim Verfassen des Drehbuchs kam in ihr der Wunsch auf, sowohl Haupt- als auch Nebenrollen mit talentierten, aber wenig bekannten Schauspielern zu besetzen, um so möglichst authentische Darstellungen zu erzielen. Gemeinsam mit der Casting-Regisseurin Susanne Ritter organisierte die Filmemacherin einen fast einjährigen Casting-Prozess mit über 500 Nachwuchsschauspielern, die sie überwiegend improvisieren ließ. Dabei entdeckte sie die noch nicht so bekannte deutsch-türkische Theaterschauspielerin Canan Kir, die sie aufgrund ihres authentischen Spiels und ihrer ausdrucksstarken Augen als Asli verpflichtete. Kir spricht neben Deutsch auch fließend Türkisch.

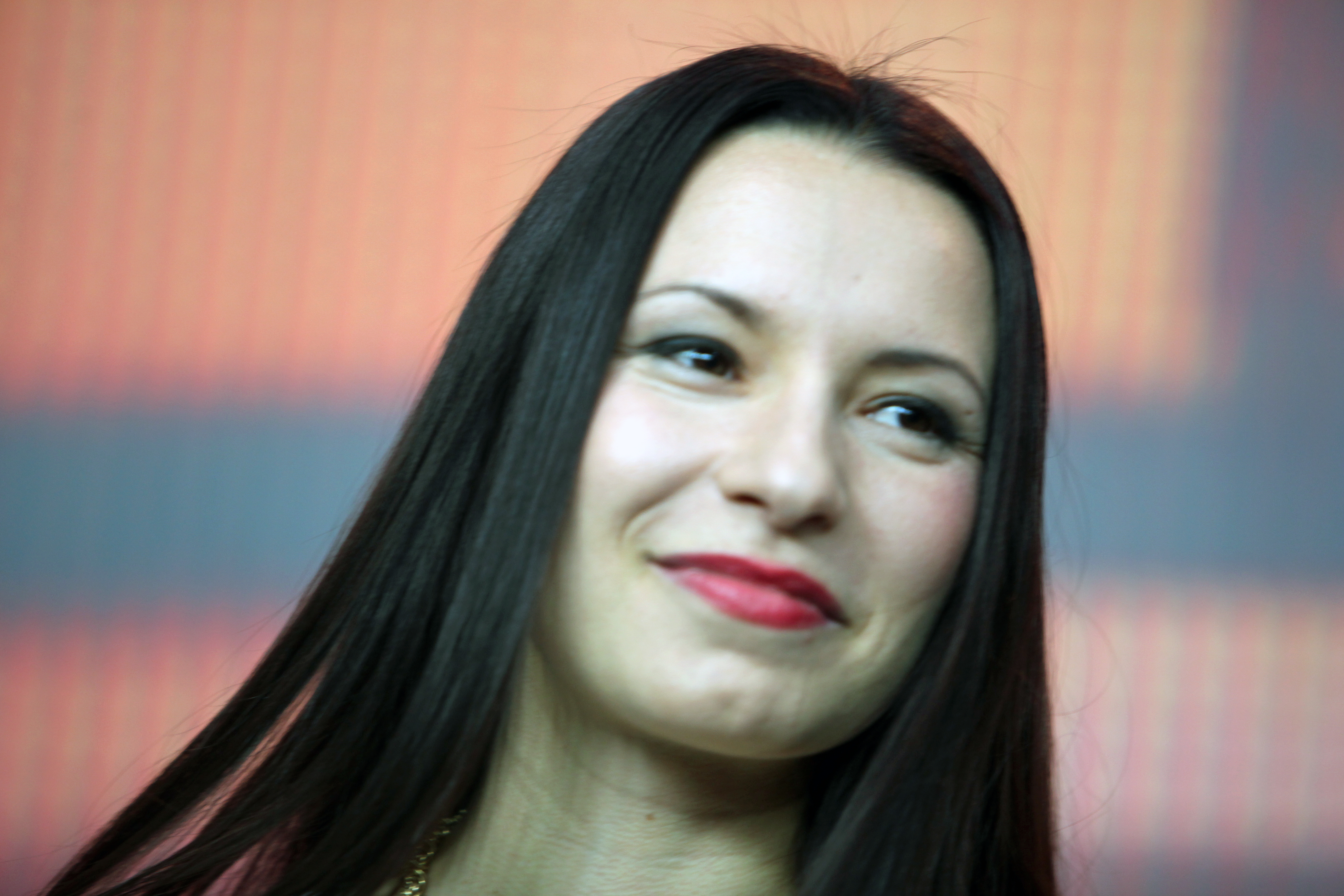
Regisseurin Anne Zohra Berrached (2016)

Schwierigkeiten ergaben sich bei der Besetzung des Saeed. Berrached hielt keinen in Deutschland lebenden Schauspieler mit libanesischen Wurzeln für authentisch genug. Daraufhin wurde gemeinsam mit Produzent Paul, Co-Autorin Misrahi und Casting-Regisseurin Abla Khoury ein drei Wochen langes Casting in Beirut auf Englisch und Französisch organisiert. An diesem beteiligten sich 120 Personen. Roger Azar war der vorletzte Kandidat und hatte nur durch Zufall vom Casting erfahren. Berrached zeigte sich von seiner einfühlsamen und stolzen Darstellung des Saeed begeistert und nannte ihn später einen „Improvisationskünstler“. Azar wurde als Vorbereitung für die Dreharbeiten u. a. eine Wohnung in Berlin zur Verfügung gestellt und er musste fast ein Jahr lang sechsmal die Woche einen Deutschkurs am Goethe-Institut besuchen, um die Sprache zu erlernen. Die Filmcrew unterstütze Azar speziell in den Wintermonaten. „Unterbewusst bin ich nach Berlin gegangen, um zu erleben, was Saeed erlebt hat, um denselben Weg zu gehen: in ein anderes Land zu ziehen, eine neue Sprache zu lernen, eine neue Identität zu formen“, so Azar. Er habe viel über den echten Attentäter Ziad Jarrah recherchiert, der wie er selbst aus einem wohlhabenden Elternhaus stammte und ganz in der Nähe mit seiner Familie lebte. Azar vermied es, die Familie zu kontaktieren, um nicht alte Wunden aufzureißen. Auch wollte er sich seiner Figur lieber von innen nähern.
Bereits ein Jahr vor den Dreharbeiten begann Berrached mit ihren Hauptdarstellern zu proben. Sie lud Kir und Azar zu sich nach Hause ein und ließ sie in der Anfangszeit als Paar improvisieren und untereinander Vertrauen aufbauen. In einem zweiten Schritt ließ sie beide Situationen aus dem Drehbuch improvisieren. Die Proben filmte und wertete sie gemeinsam mit Co-Autorin Misrahi und Editor Denys Darahan aus, was sich auch auf Änderungen im Skript niederschlug. Nach etwa sechs Monaten reiner Improvisationsarbeit ließ sie Kir und Azar erstmals das Drehbuch zukommen. Die einzelnen Hauptdarsteller analysierten eine Woche lang in gemeinsamen Sitzungen mit Autoren und Schauspielcoach das Skript. Damit wollte Berrached Fragen oder Unklarheiten während der Dreharbeiten weitgehend ausschließen. Einen Monat vor dem Dreh wurden die Proben eingestellt. Auch Blockproben ließ Berrached so kurz wie möglich halten.

### Dreharbeiten
Die Dreharbeiten fanden innerhalb von fünf Monaten von August 2018 bis Januar 2019 in Deutschland (Berlin, Leipzig, Hamburg, Bochum, Greifswald), dem Libanon (Beirut) und den USA (Florida) statt. Dies empfand das Filmteam als anstrengend. Berrached und ihr Team um Kamera, Bühnenbild, Kostüm und Make-up achteten bei den Dreharbeiten darauf, die Schauspieler in den Vordergrund zu stellen, damit sie sich wohlfühlen und authentische Leistungen abliefern konnten. So achteten Kameramann Christopher Aoun und Szenenbildnerin Janina Schimmelbauer darauf, Drehorte und Licht so zu kreieren, dass sich die Darsteller um 360 Grad bewegen konnten. Damit sollte ihnen das Gefühl gegeben werden, an „echten Orten“ zu sein und nicht an einem Filmset mit aufdringlicher Ausstattung und langen Szenenwechselintervallen. Auch wurden Möbel oder Drehorte von den Schauspielern zu ihren eigenen gemacht – Kir und Azar verbrachten vor den Aufnahmen Zeit in den Wohnungen ihrer jeweiligen Figuren. Berrached rief während der Dreharbeiten zu spontanen Szenendarstellungen auf und hielt einzelnen Schauspielern auch Informationen vor, um Spontanität bei den Aufnahmen hervorzurufen. Sie lobte Kir und Azar später für ihre „meisterhafte Hingabe“. Der Film konnte nicht in chronologischer Reihenfolge gedreht werden, wodurch viel Aufwand am Set bei Kostümbild und Maske entstand, da sich die beiden Hauptfiguren innerhalb ihrer fünfjährigen Beziehung äußerlich verändern.

### Kamera und Szenenbild
Im Gegensatz zu ihren früheren Filmen war es Berrached wichtig, das Aussehen der Bilder von Die Welt wird eine andere sein zu kontrollieren, aber „dennoch unkonstruiert“ wirken zu lassen. Dabei setzte sie auf den Einsatz einer Handkamera und auf eine enge Abstimmung mit dem libanesischen Kameramann Christopher Aoun, Szenenbildnerin Janina Schimmelbauer und Kostümbildnerin Melina Scappatura. In Zusammenarbeit mit ihrem Kreativteam wurde eine Farb- und Formenpalette für Kostüm, Bühnenbild und Beleuchtung erstellt. Diese wurde strikt eingehalten und unterstrich auch die Stimmung der Figuren. Zu Beginn des Films, als die Liebe des Paares noch unbeschwert ist, verständigte sich Berrached auf die Verwendung von Pastelltönen. Sie beendete den Film mit dunkleren, gesättigten Farben und unruhigen Bildmustern. Sie weigerte sich, Bühnenbild und Kostüme im Detail auf die 1990er-Jahre abzustimmen, da sie keinen historischen, sondern einen zeitlosen Film drehen wollte. Kostümbildnerin Scappatura entwarf daher einen sehr dezenten 1990er-Jahre-Look. Auch wurde Wert auf die Materialeigenschaften der Drehorte gelegt. Das Älterwerden von Saeed und Asli wurde neben Schminke und Kostümen auch durch das Szenenbild verdeutlicht.
Christopher Aoun, der zuvor an den international preisgekrönten Filmen Capernaum – Stadt der Hoffnung und
Der Mann, der seine Haut verkaufte mitgewirkt hatte, setzte auf eine intime, realistische Kameraführung und verzichtete auf den Einsatz von Plansequenzen. Er fügte aber auch poetische Elemente ein, um mit dem Realismus zu brechen. „Um Aslis Gefühlen und inneren Konflikten Bilder zu verleihen, verlassen wir den Stil des Films und träumen gemeinsam mit der Protagonistin“, so Aoun. Das Filmteam setzte auf die Verwendung von natürlichem Licht. Aoun drehte mit einer Kamera der Marke Sony Venice mit 1,3-fachen anamorphotischen Vantage-Objektiven. Damit sollte dem Film eine „poetische Realitätsferne“ verliehen werden, ohne aufdringlich zu wirken oder von den Figuren abzulenken. Die besonders scharfen Bilder, die die Kamera bot, wurden digital von Dirk Meier nachbearbeitet. Damit sollte eine Bildqualität mit der gewohnten Schärfe bei gleichzeitig analoger Optik erzielt werden.

### Postproduktion
Die Postproduktion für Die Welt wird eine andere sein war kompliziert und lang. Probleme ergaben sich durch die vielen Drehorte und die verschiedenen Sprachen in der Schnittphase. Durch Berracheds Improvisationsstil lag sehr viel Drehmaterial vor. Auch der fünf Jahre umspannende Zeitraum der Geschichte war für Filmeditor Denys Darahan kompliziert umzusetzen.
Mit geschätzten sechs Millionen Euro Budget war der Film die größte Produktion, die Berrached als Regisseurin betreute. Die Welt wird eine andere sein ist eine Produktion der deutschen Razor Film in Koproduktion mit Haut et Court, zero one film, NDR und Arte. Unterstützt wurde das Projekt vom Deutschen Filmförderfonds (DFFF), von der Filmförderungsanstalt (FFA), Bundesregierung für Kultur und Medien (BKM), Eurimages, Mitteldeutschen Medienförderung (MDM), Medienboard Berlin-Brandenburg (MBB), Film- und Medienstiftung NRW, Filmförderung Hamburg Schleswig-Holstein (FFHSH) und der französischen CNC & MEDIA. In Deutschland ist für den Verleih Neue Visionen verantwortlich. Den Weltvertrieb übernimmt The Match Factory.

## Rezeption
Aufgrund der COVID-19-Pandemie war die Vorpremiere von Die Welt wird eine andere sein im März 2021 beim „Industry Event“ der Berlinale, wo der Film in die Sektion Panorama aufgenommen wurde. Die reguläre Uraufführung fand am 13. Juni 2021 im Freiluftkino Friedrichshain im Rahmen des Publikumsfestivals („Summer Special“) der Berlinale statt.
Lena Bopp (Frankfurter Allgemeine Zeitung) sah eine große Diskrepanz zwischen dem unterschwelligen Terror und den Bildern von Kameramann Christopher Aoun. Aus diesem Kontrast ziehe der Film seine Spannung und Brisanz. Jedoch könnten unterschiedliche Lesarten zu einer „Verherrlichung eines Terroristen“ oder „Nach dem Motto: Seht, so sind Muslime, sie tun ganz harmlos, und dann schlagen sie zu!“ führen.
Ebenfalls die gesellschaftliche Brisanz des Films merkte Cornelia Geissler (Berliner Zeitung) an, die auch auf das beeindruckende Spiel von Hauptdarstellerin Canan Kir verwies. Regisseurin Berrached sammle „in ihrem Film viele Erfahrungen von einer Fremdheit, die nicht überwunden werden kann, weil die Protagonisten so wenig in der Lage sind, aufeinander zuzugehen“. Aufgrund eines anderen Glaubens und Wertesystems sei die Beziehung zwischen Asli und Saeed „toxisch“. Die Welt wird eine andere sein schärfe „den Blick, in privaten Verhältnissen auch das Gesellschaftliche zu erkennen“.
Sowohl Geissler als auch Tim Caspar Boehme (die tageszeitung) verwiesen darauf, dass es am besten sei, der Zuschauer wisse vor dem Ansehen so wenig wie möglich von der Handlung. Nach Boehme sei die Stärke des Films, dass ganz aus der Sicht der weiblichen Hauptfigur erzählt werde, die die Radikalisierung ihres Freundes nur zögerlich erkenne.
Martin Schwickert (General-Anzeiger) hätte den Film auch im Wettbewerb um den Goldenen Bären gesehen, statt in der Nebensektion Panorama. Berrached erzähle „kompromisslos aus der Frauenperspektive“ und verbinde „intimes Beziehungsdrama und zeitgeschichtliches Trauma“.
Weniger positiv fiel die Kurzkritik von Nadine Lange (Der Tagesspiegel) aus. Sie empfand das Verhalten der selbstbewussten Asli, die die Veränderung ihres Mannes „wenig fragt und hinterfragt, […] auf die Dauer unplausibel“.

## Auszeichnungen
Der Film erhielt den Hauptpreis der Feature Film Competition und der Popular Jury des renommierten italienischen Lucca Film Festival und Europa Cinema. Er wurde im Rahmen der Berlinale 2021 für den Panorama-Publikumspreis nominiert. Darüber hinaus gelangte Die Welt wird eine andere sein in die Vorauswahl zum Deutschen Filmpreis.